# نانسی مرشان
نانسی مَرشان (انگلیسی: Nancy Marchand؛ زاده ۱۹ ژوئن ۱۹۲۸ – درگذشته ۱۸ ژوئن ۲۰۰۰) یک هنرپیشه اهل ایالات متحده آمریکا بود.
وی بین سال‌های ۱۹۵۱ تا ۲۰۰۰ میلادی فعالیت می‌کرد. از فیلم‌ها یا برنامه‌های تلویزیونی که وی در آن نقش داشته‌است می‌توان به سابرینا، ناتالی و من، لو گرانت، سلاح عریان: پرونده‌های جوخه پلیس!، جفرسون در پاریس، بی‌پروا، اهداکنندگان مغز و سوپرانوز اشاره کرد.